# 埃格弗盧山
47°27′00″N 7°34′40″E / 47.44988°N 7.577764°E
埃格弗盧山（德語：Eggflue），是瑞士的山峰，位於該西北部，由巴澤爾鄉村州負責管轄，屬於汝拉山的一部分，處於普費芬根和嫩茨林根接壤的邊界，海拔高度688米。